# Savor flamenco
Savor Flamenco è il tredicesimo album discografico in studio del gruppo musicale francese di origine gitana spagnola Gipsy Kings, pubblicato nel 2013.

## Tracce
1. Caramelo
2. Bye Bye (Ella Me Dice Vay)
3. Como l'agua
4. Tiempo del Sol
5. Me Voy
6. Fairies Melody
7. Samba Samba
8. Corazon
9. Savor Flamenco
10. Suenos
11. Habla Contingo

## Formazione
- Nicolas Reyes - voce principale, chitarra
- Patchai Reyes - voce, chitarra
- Canut Reyes - voce, chitarra
- Andre Reyes - voce, chitarra
- Pablo Reyes - chitarra
- Diego Baliardo - chitarra
- Paco Baliardo - chitarra
- Tonino Baliardo - chitarra solista

### Altri musicisti
- Bernard Paganotti - basso, tastiere
- Stéphane Chausse - flauto
- Rodolfo Pacheco Jimenez - percussioni
- Manu Borghi - pianoforte
- Bertrand Lajudie - pianoforte, sintetizzatore, tastiere
- Francis Cabrel - cori